# トーマス・J・マコーミック
トーマス・J・マコーミック（Thomas J. McCormick、1933年 - ）は、アメリカ合衆国の歴史学者。専門は、アメリカ外交史。
ウィスコンシン大学マディソン校でウィリアム・A・ウィリアムズの指導を受ける。現在、ウィスコンシン大学マディソン校教授。ウィスコンシン学派の1人。
イマニュエル・ウォーラーステインの世界システム論を適用したアメリカ外交の研究で知られる。母校出身者は採用しないというウィスコンシン大学の伝統を破って、異例の形で迎えられた。
北朝鮮寄りの朝鮮戦争史観を主張して、国家保安法違反容疑で有罪判決を受けた姜禎求（ウィスコンシン大学マディソン校の大学院で修士と博士を取得、大学院時代の教授はマコーミック）は、マコーミックの多大な影響を受けているという。

## 著書

### 単著
- China Market: America's Quest for Informal Empire, 1893-1901, (Quadrangle Books, 1967).
- America's Half-Century: United States Foreign Policy in the Cold War, (Johns Hopkins University Press, 1989, 2nd ed., 1995).

松田武・高橋章・杉田米行訳『パクス・アメリカーナの五十年――世界システムの中の現代アメリカ外交』（東京創元社, 1992年／新版, 1999年）

### 共著
- Creation of the American Empire: U.S. Diplomatic History, with Lloyd C. Gardner and Walter F. LaFeber, (Rand McNally, 1973).

### 共編著
- Behind the Throne: Servants of Power to Imperial Presidents, 1898-1968, co-edited with Walter LaFeber, (University of Wisconsin Press, 1993).